# Abrawayaomys chebezi
Abrawayaomys chebezi — вид гризунів з родини Хом'якові (Cricetidae).

## Опис

### Розміри
Гризунів невеликого розміру, з довжиною голови й тіла 120 мм, довжина хвоста 133 мм, довжина стопи 29 мм і довжина вух 17 мм.

### Зовнішній вигляд
Шерсть коротка і товста, особливо щетиниста на спині і крупі. Спинна частина жовто-бура, з основою волосся коричневого кольору, колючі волоски білуваті або прозорі з коричнюватим кінцем, а черевна частина світліша з основою волосся сіруватою. Голова сильна, вуса довгі, тонкі й жовто-бурі. Вуха маленькі й округлі, покриті короткими золотими волосинами на внутрішній поверхні й коричнюватим волоссям на зовнішній стороні. Ноги білуваті, мають довгі пальці й короткі кігті частково приховані пучками волосся, ступні довгі й тонкі. Хвіст довший голови й тіла, повністю коричнюватий, з лусками, розташованими у рядках з п'яти кілець на сантиметр і закінчується пучком довгих волосків темно-коричневого кольору.

## Проживання, екологія
Ендемік Аргентини. Цей вид відомий тільки в провінції Місьйонес на північному сході Аргентини. Він живе в вторинних лісах переважають Matayba elaeagnoides, Begonia descoleana, Podostemun comatum.